# Паригінський сільський округ
Пари́гінський сільський округ (каз. Парыгино ауылдық округі, рос. Парыгинский сельский округ) — адміністративна одиниця у складі Алтайського району Східноказахстанської області Казахстану. Адміністративний центр — село Паригіно.
Населення — 1161 особа (2021; 2072 у 2009, 3117 у 1999, 4246 у 1989).
Станом на 1989 рік існувала Паригінська сільська рада (села Бобровка, Бояновськ, Кутіха, Паригіно, Теплий Ключ). Село Теплий Ключ було ліквідовано 2007 року.

## Склад
До складу округу входять такі населені пункти:
| Населений пункт   | Старі назви | Населення, осіб (1989) | Населення, осіб (1999) | Населення, осіб (2009) | Населення, осіб (2021) |
| ----------------- | ----------- | ---------------------- | ---------------------- | ---------------------- | ---------------------- |
| Баяновськ, село   | Бояновськ   | 257                    | 259                    | 222                    | 158                    |
| Бобровка, село    | -           | 31                     | -                      | -                      | -                      |
| Кутіха, село      | -           | 256                    | 196                    | 69                     | 18                     |
| Паригіно, село    | -           | 3669                   | 2624                   | 1781                   | 985                    |
| Теплий Ключ, село | -           | 33                     | 38                     | -                      | -                      |